# Варецька Світлана Петрівна
Світлана Варецька (*6 березня 1951) — радянська акторка. Заслужена акторка УРСР (1979). Закінчила Київський національний університет театру, кіно і телебачення імені Івана Карпенка-Карого у 1973 році.

## Телебачення
- Кадети (2006)
- Обручка (2008)